# Jesús Joan Jurado Seguí
Jesús Joan Jurado Seguí (Palma, 27 de novembre de 1972) és un polític balear, secretari autonòmic de memòria democràtica en el Govern de les Illes Balears (2019-2023), i anteriorment vicepresident segon del Consell de Mallorca (2015-2019).

## Biografia
Jesús J. Jurado és fill major del naturalista, ornitòleg, ecologista i fotògraf de la Naturalesa Jesús R. Jurado Gallardo, i de Francisca (Fanny) Seguí. Jurado va fer el batxillerat a l’institut Ramón Llull de Palma, i posteriorment va cursar estudis d'Història Antiga, Prehistòria i Arqueologia a la Universitat de les Illes Balears i a la Universidad de Granada. Va treballar a l’empresa Games Workshop, que comercialitza el famós joc Warhammer. Ha fet feina també de bomber i brigadista forestal en l’IBANAT, abans de dedicar-se a la política.

## Activitat política
En l’àmbit polític, Jurado es va integrar en el partit Podemos en el moment de la seva fundació en les Illes Balears l'any 2014, sent membre del cercle de Podem Palma Arxiduc. Ha exercit diverses responsabilitats en la estructura del seu partit, com a secretari d'organització de Podem Mallorca, com a membre del consell de coordinació autonòmic de Podem Illes Balears en el període de la secretaria general de Mae de la Concha. Actualment és coordinador municipal de Podem Palma i membre del consell ciutadà autonòmic de Podem Illes Balears.
En les eleccions insulars de 2015 va ser cap de llista de Podem al Consell de Mallorca, sent elegit conseller electe al capdavant del grup de cinc consellers i conselleres de Podem Mallorca. En virtut dels pactes de govern signats el 22 de juny de 2015 entre Podem Mallorca, PSIB i Més per Mallorca, Jurado va ser nomenat vicepresident i conseller executiu de Presidència del Consell de Mallorca, sent president Miquel Ensenyat Riutort.
Concorregué a les eleccions insulars de 2019 amb Podem com a segon de llista darrere Aurora Ribot, sent elegit novament conseller electe. Jurado, però, va renunciar a l’acta per passar a ser nomenat secretari autonòmic de memòria democràtica en el Govern de les Illes Balears presidit per Francina Armengol en la X legislatura. La seva secretaria va estar integrada en la Conselleria d’administracions públiques dirigida per la socialista Isabel Castro fins al febrer de 2021, quan una remodelació elimina aquesta conselleria. Jurado esdevé el cap de la secretaria autonòmica de sectors productius i memòria democràtica, integrada en la vicepresidència i conselleria de transició energètica, sectors productius i memòria democràtica a càrrec de Juan Pedro Yllanes (Podemos), amb Marc Herrera en la direcció general de memòria democràtica.
La labor de Jurado en la X legislatura al cap de la secretaria autonòmica de memòria democràtica ha estat marcada per la intensa investigació de les fosses de la repressió franquista i la recuperació de centenars de víctimes desaparegudes i assassinades a les Illes Balears, amb una fita cabdal: la troballa i identificació de les restes i retorn a les seves famílies de la líder comunista i sindicalista Aurora Picornell Femenias, i de les Roges del Molinar, localitzades a la fossa 3 del cementiri de Son Coletes a Manacor en desembre de 2021. Jurado defensa l’enfocament des dels Drets Humans en l’àmbit de la memòria democràtica, i la col·laboració intensa entre l’administració pública i les entitats memorialistes com Memòria de Mallorca.

## Entrevistes i articles
- Rosa Ferriol. «Realmente no hay concordia posible si antes no se hace justicia» Diario de Mallorca 27/12/2021
- Antoni Pol. «En las escuelas se tienen que estudiar las consecuencias del franquismo» Ultima Hora 07/03/2021
- Rosa Ferriol. "Hallar la base de la cruz en Son Coletes es anclar en la verdad" Diario de Mallorca 27/07/2020